# NGC 4083
NGC 4083 (другие обозначения — MCG 2-31-24, ZWG 69.44, NPM1G +10.0286, PGC 38275) — линзообразная галактика (S0) в созвездии Девы. Открыта Альбертом Мартом в 1865 году.
В галактике отсутствует градиент металличности в диске. Её масса составляет около 3⋅1010 M⊙. В 2016 году в галактике вспыхнула сверхновая SN 2016brv.
Этот объект входит в число перечисленных в оригинальной редакции «Нового общего каталога».